# Miasto Cres
Miasto Cres (chorw. Grad Cres) – jednostka administracyjna w Chorwacji, w żupanii primorsko-gorskiej. W 2011 roku liczyła 2879 mieszkańców.